# Metcen
| T14 | m | V13 · n |

| T14 | m | V13 · n |

Metcen byl starověký egyptský úředník, který žil na přelomu 3. a 4. dynastie za vlády faraona Snofrua. Je znám především díky nápisům ve své hrobce, mastabě L6 v Sakkáře.

## Rodina
Metcen byl podle nápisů ve své hrobce synem královského soudce a písaře Inpu-em-Ancha a kněžky Neb-senet. Nápisy v hrobce mluví také o jeho dětech, jejichž jména zde však nejsou uvedena.

## Kariéra

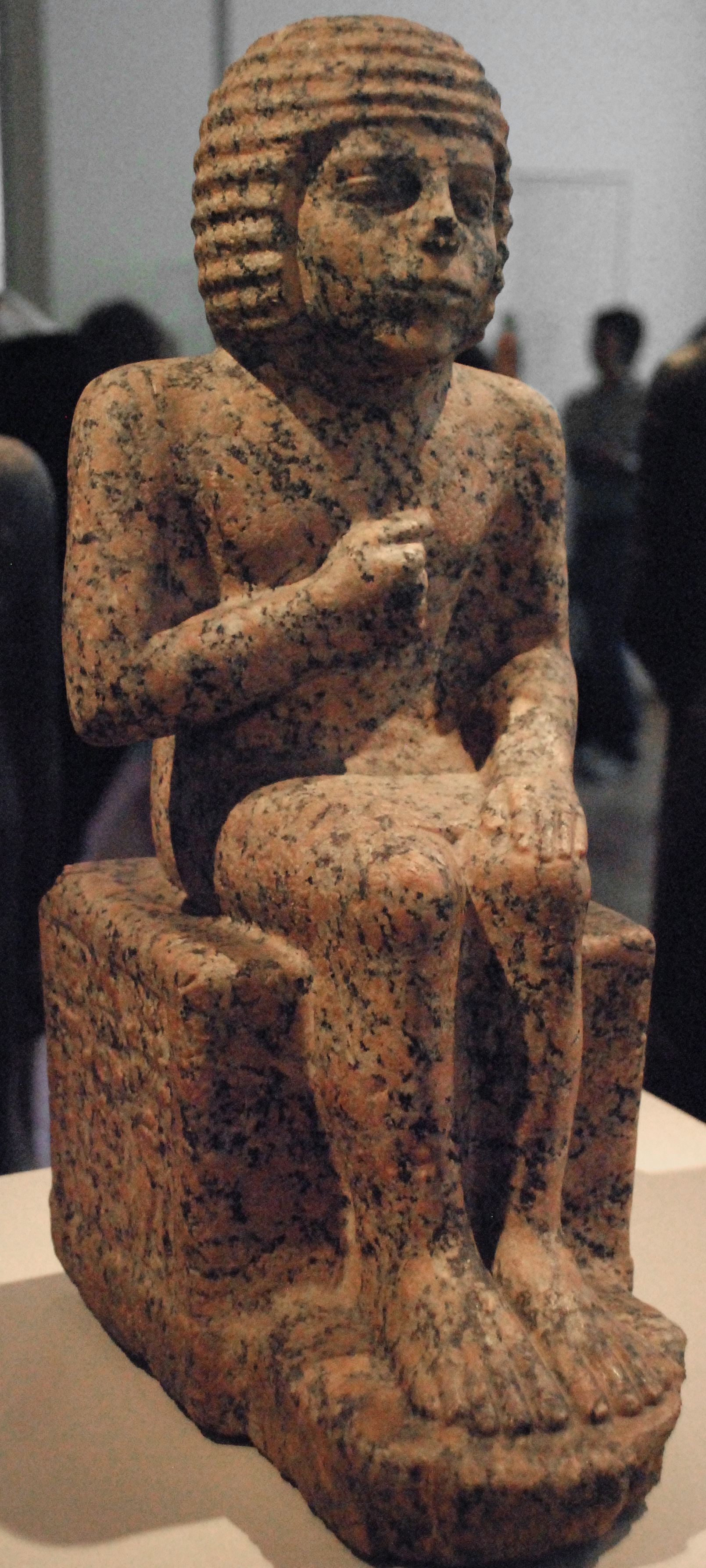
Metcenova socha nalezená v mastabě L6

Metcenova kariéra byla do značné míry založena na dědictví jeho otce, ze kterého získal tituly, hodnosti, statky i malá města. Jeho kariéra vyvrcholila stavbou města Šeret-Metcen v Dolním Egyptě a dalších dvanácti menších měst se jménem Šet-Metcen. Sám si nechal vystavět velký dům, založit vinici a na několika místech vysázet stovky vzácných stromů. Mnoho pozemků a statků získal rovněž od faraona. Metcen měl na starosti kult zesnulé královny Nimaathap a zesnulého krále Huneje. Mimo jiné působil i jako nomarcha, starosta několika měst, vojenský guvernér pevnosti na západní hranici říše a vysoký hodnostář krále.

## Hrobka
Metcen byl pohřben v mastabě L6 v Sakkáře. Tu objevil roku 1842 německý egyptolog Karl Richard Lepsius. Kaple, která se v mastabě nacházela, je vystavena v Egyptském muzeu v Berlíně. Byla zde nalezena také Metcenova socha.